# Martin Gropius
Martin Carl Philipp Gropius (11. srpna 1824 Berlín – 13. prosince 1880) byl německý architekt.

## Životopis
Studoval na Bauakademii v Berlíně a po ukončení studia pracoval jako soukromý architekt. Umělecky ho vedli Karl Friedrich Schinkel a Karl Bötticher. Ve studiu pokračoval dlouhodobými cestami po Řecku a Itálii.
V roce 1856 byl jmenován profesorem na Akademii užitého umění a později byl členem Berlínsko-braniborské akademie věd a humanitních oborů a Rakouské akademie věd. Až do své smrti spolupracoval s Heino Schmiedenem.
Byl prastrýcem architekta Waltera Gropia, který založil výtvarnou školu Bauhaus.
Zemřel 13. prosince 1880 ve věku 56 let. Pohřben byl na berlínském hřbitově Dreifaltigkeitsfriedhof 2.

## Dílo
- Martin Gropius Krankenhaus (Neuro-psychiatrická nemocnice) v Neustadt-Eberswalde
- Palác Ungern-Sternberg v Tallinnu, dnes hlavní budova Estonské akademie věd (1865–1868)
- Nemocnice Friedrichshain v Berlíně (1868–1874), s Heino Schmiedenem
- Nemocnice ve Wiesbadenu
- Univerzitní budova v Kielu (1873–1876)
- Vojenská nemocnice v Tempelhofu v Berlíně (1875–1877)
- Panský dům v Neuruppin-Gentzrode (1876–1877)
- Muzeum užitého umění (Martin Gropius Bau) v Kreuzbergu v Berlíně (1877–1881), s Heino Schmiedenem
- Druhý Gewandhaus v Lipsku (1882–1884), dokončený Heino Schmiedenem po Gropiově smrti.
- Stará knihovna na univerzitě v Greifswaldu
- Báňský úřad v Saarbrückenu (1877–1880)
- Ředitelství Pruské východní dráhy v Bydhošti v Polsku